# Janeth Arcain
Janeth dos Santos Arcain (Carapicuíba, 11 de abril de 1969) é uma ex-jogadora brasileira de basquetebol.
Atuava como ala-armadora , foi uma das expoentes da Seleção Brasileira de Basquetebol Feminino, sendo campeã mundial em 1994, e vencedora de duas medalhas olímpicas, sendo uma medalha de prata nos Jogos Olímpicos de Verão de 1996 em Atlanta nos Estados Unidos e uma medalha de bronze nos Jogos Olímpicos de Verão de 2000 em Sydney na Austrália.
Janeth é a terceira maior pontuadora da história da Seleção, tendo anotado 2.247 pontos em 138 jogos oficiais, média de 16,3 pontos por jogo.

## Carreira
Antes interessada em voleibol além do basquete, chegando a jogar pelo Corinthians, Janeth passou a preferir o basquete após assistir uma partida do Mundial Feminino de Basquete de 1983 em São Paulo. Decidida a trocar de esporte começou a jogar a basquete em Catanduva, onde contou com a ajuda da mãe e da treinadora da equipe.

### Clubes
- Ourinhos
- Clube Recreativo Higienópolis (Catanduva)
- BCN
- Divino Esporte Clube (Jundiaí)
- Sorocaba
- Santo André
- Vasco da Gama
- São Paulo/Guaru
- Houston Comets (EUA)
- Ros Casares Valência (Espanha)

#### WNBA
Na WNBA, a liga profissional de basquete feminino associada a NBA, jogou pelo Houston Comets. Foi a primeira brasileira e sulamericana a jogar na WNBA e foi escolhida pelo Houston Comets no Draft. Jogando pelos Comets conquistou o tetracampeonato da WNBA nas quatro primeiras edições da competição liga norte-americana. Na temporada de 2001, Janeth foi premiada como MIP (jogadora que mais evoluiu) e integrou o All-WNBA First Team da liga, além de disputar o All-Star Game.

### Seleção
Janeth teve sua primeira convocação para a Seleção em 1986. Foi campeã nos Jogos Pan-americanos de 1991, em Cuba, derrotando na final a equipe cubana em partida assistida por Fidel Castro. Janeth, junto de Hortência e Magic Paula, liderou a Seleção brasileira na conquista do Mundial Feminino de 1994.
Janeth participou das quatro primeiras Olimpíadas do basquete feminino brasileiro. Nas Olimpíadas de Atlanta 1996, conquistou a medalha de prata com a seleção brasileira e foi a maior pontuadora da seleção brasileira, com 142 pontos. Em Sydney 2000 conquistou o bronze, foi a maior pontuadora da competição, com 164 pontos, e tornou-se a maior pontuadora do basquete feminino em Olimpíadas, ultrapassando a cubana Yamilet Martinez.
Nos Jogos Olímpicos de Verão de 2004 realizado em Atenas na Grécia, alcançou com a seleção brasileira o quarto lugar nas Olimpíadas, foi a terceira maior pontuadora com 144 pontos, continuando como maior pontuadora do basquete feminino nas Olimpíadas com 535 pontos marcados, à frente dos 407 marcados pela estadunidense Lisa Leslie. Nas Olimpíadas de 2012 que foi sediada em Londres na Inglaterra, a australiana Lauren Jackson bateu o recorde de pontos marcados em Olimpíadas de Janeth.
Inicialmente disposta a se aposentar após o mundial de 2006 no Brasil, em que ficou em quarto, Janeth decidiu se manter na seleção até o Pan de 2007 no Rio , onde se aposentou do basquetebol profissional com a medalha de prata.

### Treinadora
Em 2009 a 2011, Janeth assumiu o cargo de treinadora da Seleção Brasileira de Basquete Feminino, que possibilitou o time conquistar as posições nos campeonatos:
Em 2009 e 2019, 1º lugar no Campeonato Sul-Americano de Basquete Feminino (Sub 15);
Em 2011, 2º lugar no Copa América do Basquete - Pré Mundial (Sub 16);
Em 2012,  11º lugar no Campeonato Mundial Feminino de Baquete Sub-17;

#### Assistente de Treinadora
Em 2009 a 2011, Janeth também se tornou uma das assistentes técnicas da equipe principal. Como assistente, conquistou com o time:
1º lugar Copa América de Basquete(Brasil - 2009)
1º lugar no Campeonato Sul-Americano (Chile - 2010)
1º lugar no Campeonato Pré-Olímpico (Colômbia - 2011)

### Membro do Conselho Executivo
Em 21 de fevereiro de 2017, Janeth assumiu o cargo de Membro do Conselho Executivo (Estatutário) do Comitê Olímpico do Brasil (COB)

## Prêmios
Em 2014, Janeth foi indicada na classe 2015 para integrar o Hall da Fama do Basquetebol Feminino.
Em junho de 2015 foi introduzida no Hall da Fama do Basquete Feminino e em agosto de 2019 entrou oficialmente para o Hall da Fama.
Em 2016, Janeth foi escolhida para ser a "prefeita" da Vila Olímpica nos Jogos Olímpicos do Rio.

## Fase sendo comentarista esportiva
Em 1º de janeiro de 2022, a emissora de televisão brasileira TNT Sports anunciou Janeth para ser comentarista da NBA Temporada da NBA de 2021–22. Janeth atuou tanto no canal na Televisão por assinatura quanto pelo Youtube. Janeth teve seu contrato renovado para a temporada Temporada da NBA de 2022-23, porém na temporada 2023-24 a TNT Sports não renovou os direitos de transmissão com a NBA, encerrando o período de Janeth no canal esportivo, abrindo novas possibilidades em outros canais ou plataformas de streaming.

## Títulos
- Mundial de Seleções: 1994
- Prata nos Jogos Olímpicos de Atlanta 1996.
- Bronze nos Jogos Olímpicos de Sydney 2000.
- Ouro no Pan-Americano de Havana 1991.
- Prata no Pan-Americano de Indianápolis 1987 e do Rio 2007.
- WNBA: 1997, 1998, 1999 e 2000.
- Campeonato Sul-Americano de clubes: 1986, 1987, 1988 e 1999.
- Campeonato Sul-Americano de seleções: 1989, 1991, 1993, 1995 e 1999.
- Taça Brasil: 1986, 1987, 1988, 1990 e 1991.
- Campeonato Nacional: 1999, 2001, 2002, 2004 e 2005.
- Campeonato Paulista: 1986, 1991, 2002 e 2004.
- Estadual do Rio: 2000.
- Jogos Abertos do Interior: 1986, 1991, 1992, 1995, 1998 e 1999.